# دان لين
دان لين (بالإنجليزية: Dan Lin)‏ هو منتج أفلام أمريكي، ولد في 1973 في تايوان.

## وصلات خارجية
- دان لين على موقع IMDb (الإنجليزية)
- دان لين على موقع بوكس أوفيس موجو (الإنجليزية)
- دان لين على موقع قاعدة بيانات الفيلم (الإنجليزية)